# Betula potaninii
Betula potaninii är en björkväxtart som beskrevs av Aleksandr Batalin.
Betula potaninii ingår i släktet björkar och familjen björkväxter. Inga underarter finns listade i Catalogue of Life.